# Teletubbies

Teletubbies na dortu

Teletubbies je britský televizní seriál z produkce BBC pro předškolní děti. Hlavní postavy jsou čtyři, jmenují se Tinky Winky, Dipsy, Laa Laa a Po. Mezi lety 1997 až 2001 bylo natočeno 365 dílů v pěti sériích, mezi lety 2015 až 2018 pak dalších 120 dílů ve čtyřech sériích. Teletubbies byly vysílány ve více než 120 zemích ve 45 různých jazycích.

## Popis
Seriál se odehrává v travnaté, květinové krajině obydlené králíky. Hlavním úkrytem čtyř Teletubbies je podzemní dům Tubbytronic Superdome, přístupný otvorem v horní části. Teletubbies koexistují s řadou podivných zařízení, jako je modrý vysavač Noo-Noo a vysunovací hlasové trubky. Jako budíček pro Teletubbies funguje slunce Sun Baby, zobrazené pozdější herečkou Jess Smith. V průběhu každé epizody se provádí řada rituálů, jako jsou interakce mezi Teletubbies a hlasovými trubkami, nehody způsobené Noo-Noo, záběry dětí zobrazené na obrazovkách na břiše Teletubbies a magická událost, která nastane jednou za epizodu. Televizní události, magické události a konec oznamuje kouzelný větrník. Neochotní Teletubbies se na konci loučí s diváky a vracejí se domů, zatímco Sun Baby zapadá.

## Hlavní postavy

### Tinky Winky
Největší z Teletubbies.
- Barva: fialová
- Anténa: trojúhelníková.
- Pohlaví: muž.
- Představuje Evropany (narůžovělé tváře.)
- Hračka: červená taška.

### Dipsy
- Barva: zelená.
- Anténa: jednoduchá.
- Pohlaví: muž.
- Zastoupení Afričanů a Američanů (černá tvář.)
- Hračka: bílo-černý klobouk.

### Laa-Laa
Miluje tanec.
- Barva: žlutá.
- Anténa: spirála.
- Pohlaví: žena
- Zástupce: Indové (béžová tvář.)
- Hračka: oranžový míč.

### Po
Nejmenší z Teletubbies.
- Barva: červená.
- Anténa: kruh.
- Pohlaví: žena.
- Zástupce: Asiaté (bílá tvář, v některých částech žlutá.)
- Hračka: červená koloběžka.

### Noo Noo
Modrý automatický vysavač. Na přední straně má trubku zakončenou kartáčem.

## Kontroverze
V katolickém Polsku byl seriál vyšetřován pro údajnou propagaci homosexuality, postava Tinky Winkyho totiž nosil dámskou kabelku. Po vyjádření předních sexuologů, že tato série nemá žádné negativní dopady na dětskou psychologii, bylo prošetřování seriálu ukončeno.